# Guajará
O guajará (Chrysophyllum venezuelanense) é uma árvore da família das sapotáceas.
Outros nomes populares: sorva-do-peru, sorveira-do-peru e uajará.

## Características
Chega a medir 40 metros de altura. Possui folhas coriáceas, perenes, flores amarelo-esverdeadas, em fascículos axilares, e bagas comestíveis.

## Ocorrência
É uma planta higrófila (de solos úmidos).
Na América do Norte: México, Guatemala e Panamá.
Na América do Sul: Colômbia, Venezuela, Equador, Peru e Bolívia.

## Usos
Os seus frutos são comestíveis.